# 宋廷表
宋廷表（1523年—？），字進之，號韶巖，廣西桂林府臨桂縣人，民籍，明朝政治人物。

## 生平
嘉靖二十五年（1546年）丙午科廣西鄉試第一名舉人。嘉靖二十六年（1547年）聯捷丁未科會試第二百四十二名，登第三甲第九名進士。户部觀政，授行人，升禮部主事、员外郎，官至湖广參議。

## 家族
曾祖宋昇；祖父宋鑑；父宋儒，母王氏。具庆下。弟廷策、廷锦、廷彦。子宋應奎。